# Thuja occidentalis

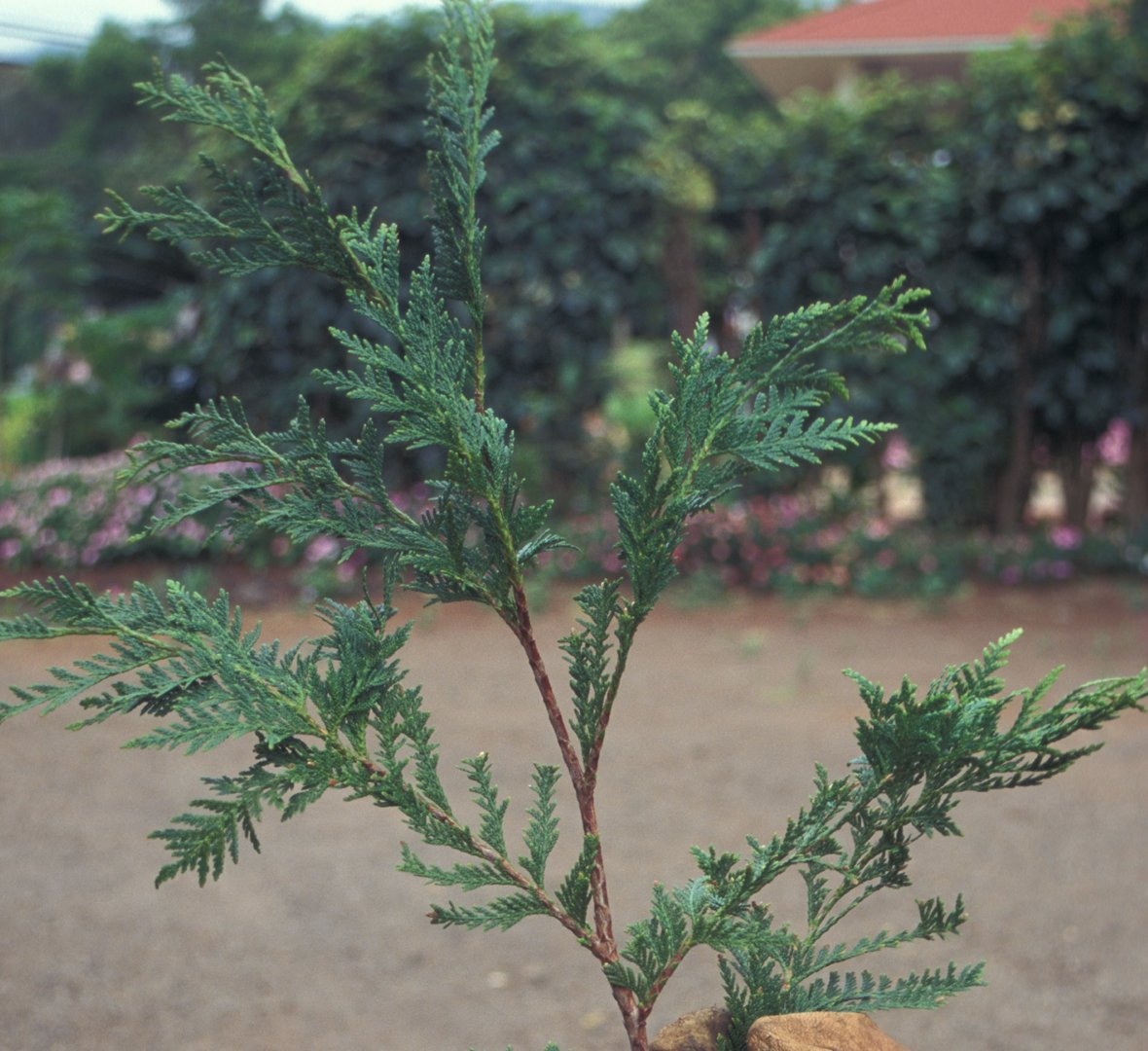
Thuja occidentalis.

La tuia occidentale (Thuja occidentalis, L. 1753), o cedro bianco, è una specie di albero che appartiene al genere Thuja, conifera della famiglia delle Cupressaceae originaria del Nord America e del Canada. È stata introdotta in Europa al tempo di Francesco I, re di Francia (1515-1547) e piantata nel giardino di Fontainebleau a scopo ornamentale.

## Distribuzione e habitat
La T. occidentalis si adatta con facilità ai climi freddi, ecco perché il suo habitat naturale si trova negli stati nordici dell'America (parte orientale di Canada e Stati Uniti d'America). Predilige terreni argillosi e calcarei e tollera discretamente gli ambienti urbani.
Introdotta in Europa a scopo ornamentale, in Italia è frequentemente coltivata in parchi e giardini (esistono numerose cultivar diverse per colorazione del fogliame e portamento generale), e talvolta diffusa allo stato subspontaneo in Trentino-Alto Adige ed Umbria (non ritrovata in tempi recenti in Piemonte), dal livello del mare agli 800 m circa.

## Descrizione
Si tratta di un albero monoico, sempreverde, con la chioma piramidale, ad accrescimento piuttosto lento tanto che può impiegare oltre 150 anni per raggiungere i 15 metri di altezza.
La corteccia dei rami è fibrosa, con foglie a squamette disposte su quattro file di colore verde scuro sulla pagina superiore e verde-giallastro su quella inferiore. I rametti, leggermente appiattiti, sono disposti sullo stesso piano a formare delle strutture ventagliformi orizzontali, per lo più pendule; se strofinati emanano un intenso profumo di mele.
I fiori sono diclini, piccoli e apicali quelli maschili, colorati, prima gialli e poi bruni, quelli femminili. La fioritura avviene tra marzo ed aprile.
I corpi fruttiferi sono strobili ovoidali di 10-15 mm di lunghezza, di colore rosso-brunastri, formati di 6-8 squame ad apice liscio che a maturità si aprono a rosetta con squame arrotondate e prive di uncini.

## Tassonomia e nome
Thuja occidentalis è una delle due specie di Thuja, native del Nord America, l'altra è la Thuja plicata. Il nome specifico allude all'area d'origine della pianta, occidentale rispetto all'Europa.

## Utilizzo
La T. occidentalis contiene tannini, oli essenziali e flavonoidi. Fu utilizzata per la prima volta da Nicolas Lemery, esponente della chimica francese del XVII secolo, che ne descrisse le proprietà e gli effetti antielmintici dell'olio essenziale in essa contenuto.

### Uso del legno
Il legno veniva utilizzato di frequente dagli indiani d'America per la forza, leggerezza e durevolezza che lo rende adatto a diversi lavori, come la costruzione di case e di canoe.

### Usi terapeutici
Le foglie e i rami raccolti venivano bolliti nel lardo in modo da ottenere una soluzione utilizzata dagli Indiani d'America per alleviare dolori articolari e muscolari, malaria, tosse, gotta e reumatismi.
Attualmente, Thujia occidentalis trova impiego in fitoterapia e omeopatia.
Le foglie e i rami della Thuja vengono raccolti durante il periodo di fioritura, essiccati, tritati e fatti macerare nell'alcol in modo da ottenere la soluzione finale, la tintura madre.
In omeopatia la Thuja è una pianta molto conosciuta ed è utilizzata per i seguenti principali disturbi sia psicologici che fisici: irritabilità, forte impazienza, pessimismo e ansietà, insonnia, forti emicranie, macchie cutanee e nei, unghie fragili, predisposizione a vene varricose, sudorazione accompagnata da un odore molto forte, predisposizione a polipi, infezioni ed infiammazioni dell'apparato urinario (cistiti), dolori addominali e mestruali e stipsi. Viene utilizzata, in alternanza con Sulphur (un non metallo e un importante costituente degli organismi viventi), nelle forme dolorose da processo artrosico diffuso, sensazione di rigidità della colonna con parestesie agli arti e senso di debolezza.
In fitoterapia è documentato l'uso dell'olio essenziale di Thuya per combattere le verruche su tutto il corpo (pennellare una goccia sulla verruca), poiché l'olio è marcatamente virostatico, cioè inibisce la duplicazione virale.

### Precauzioni

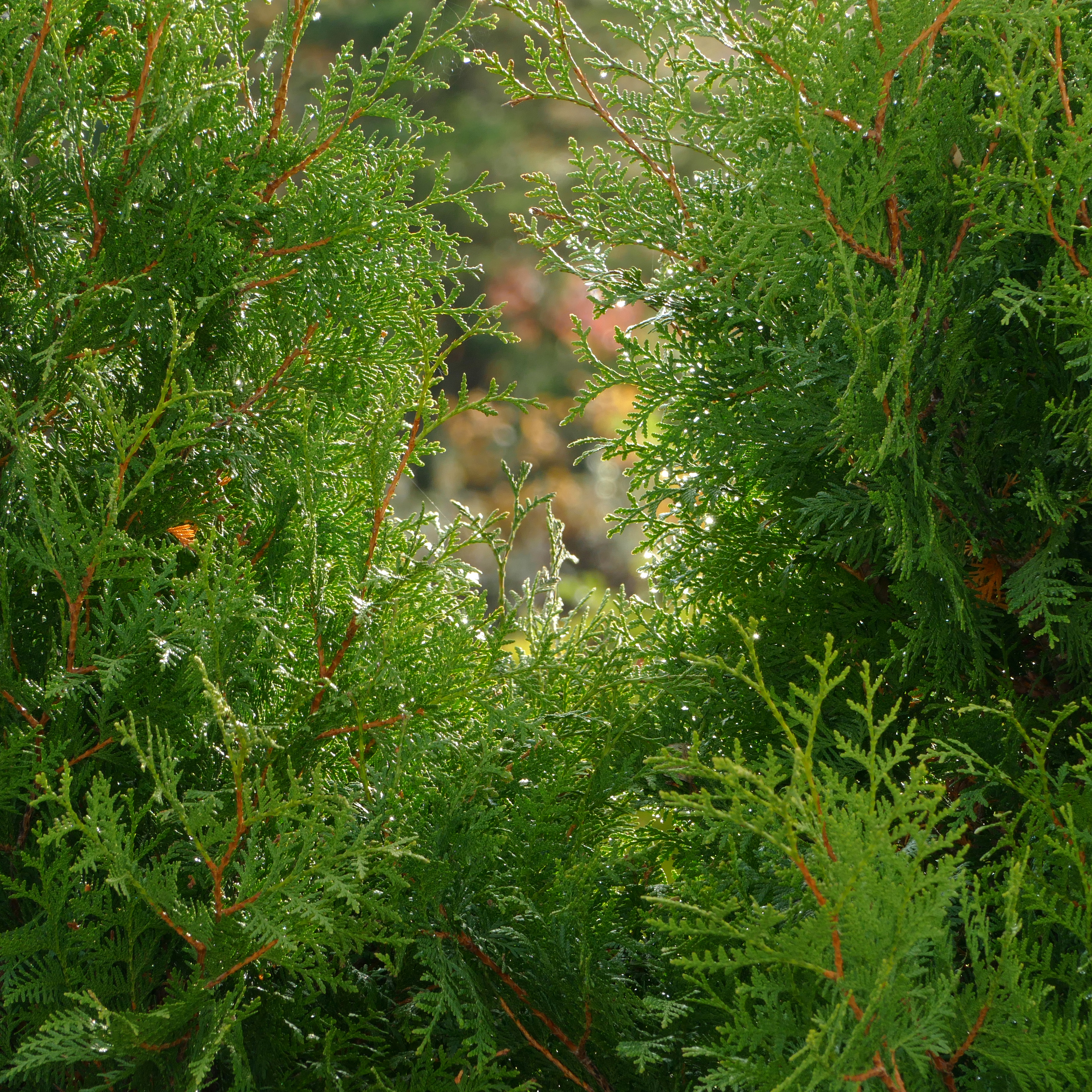
Gocce di pioggia su dei cedri bianchi (Thuja occidentalis) a Lysekil, Svezia, durante una pioggia a ciel sereno.

Gli usi terapeutici sopra riportati non sono dimostrati col metodo scientifico, pertanto occorre rivolgersi ad un omeopata per l'assunzione del rimedio della Thuja occidentalis.
L'uso interno dell'olio essenziale della pianta in dosi non omeopatiche è da sconsigliare in quanto si tratta di un olio estremamente tossico per la presenza del tujone che può risultare letale ad alte dosi.
Questa pianta rientra nella lista del Ministero della Salute per l'impiego non ammesso nel settore degli integratori alimentari.